# Лесостеп
Лесостепната зона е природна зона в умерения климатичен пояс на Северното полукълбо, характеризираща се със съчетанието на горски и степни участъци. В Евразия лесостепта се простира като непрекъсната ивица от източния склон на Карпатите на запад до Алтай на изток. Западно и източно от тази ивица непрекъснатото простиране на лесостепите е нарушено от влиянието на планини. Отделни участъци от лесостепи са разположени в Среднодунавската низина, някои планински котловини в Южен Сибир, Северен Казахстан, Монголия, Далечния изток на Русия и в части на равнината Сунляо в Североизточен Китай. Също така може да срещне в Иранското плато, в пределите на Иран, Афганистан и Белуджистан. В Северна Америка лесостепта се простира от север на юг, през Големите равнини до 38° с.ш. В южното полукълбо лесостепната зона отсъства.

## Климат
За лесостепната зона са характерни студена и снежна зима и топло, относително влажно лято. Зоната получава 420 – 545 kj/sm² (100 – 130 kcal/sm²) годишно, от които 67 – 75% през топлото полугодие. Средната януарска температура е от -2°С до -20°С (в континенталните райони на Сибир до -35°С), средната юлска – от 18°С до 25°С. Годишната сума на валежите в равнините обичайно се колебае от 400 до 1000 mm, с максимум през лятото. През това време на годината поради значителното изпарение може да се наблюдава изсушаване на почвата, предизвикващо увяхване и изсъхване на растителността. През зимата снежната покривка се задържа продължително време, а ниските температури преустановяват вегетацията на растенията и повечето от биологичните процеси в почвата.

## Води
Реките в лесостепната зона се характеризират с пролетно пълноводие, предизвикано от топенето на снегговете и лятно маловодие, по време на което по-малките реки на места пресъхват. Многочислените малки падини понякога се запълват със застояла и засолена вода.

## Почви
Почвената покривка се отличава със значителна пъстрота. Главните типове почви са сивите горски с признаци на оподзоляване, излужените и оподзолените черноземи, ливадните черноземи и черноземновидните прерийни почви. В районите с континентален климат (Западен Сибир, Големите равнини) са разпространени солонци и осолени почви. За почвите в лесостепите са характерни високото съдържание на хумус, забавяне на минерализацията и здрава структура. Те се отличават с високо естествено плодородие, което способства за тяхното интензивно селскостопанско усвояване. Въпреки това усилената им обработка довежда в много райони до наличието на силна им ерозия.

## Растителност
Естествената растителност е представена от редуването на малки горски масиви с участъци от остепнени ливади и ливадни степи. В европейските лесостепи в състава на горската растителност преобладават дъба и липата, а на запад – още ясен и габър, в Сибир – бреза, Трепетлика, лиственица и бор, в Североизточен Китай – дъб и други широколистни видове. В Северна Америка, в Големите равнини са развити бреза, трепетлика, а в западните части – дъб. Естествената тревиста растителност се е съхранила единствено в резерватите. За нея е характерно голямо видово разнообразие (до 70 – 80 вида висши растения на 1 m²), обилие от житни и други видове треви. Най-важните представители на житните треви са: метлика, овесена трева, тънконог, коило. Годишният прираст от растителна маса в горските участъци достига до 200 ц/ха, а в ливадите – до 130 ц/ха. В лесостепните зони биохимичните процеси протичат много по-интензивно, отколкото в другите зони на умерения пояс. Биологичния кръговрат на минералните вещества в ливадно-степните участъци на европейските лесостепи се оценяват на 550 – 700 кг/ха.

## Животински свят
Животинският свят е представен от животни характерни както за горите, така и за степите. В европейските лесостепи от типичните горски животни се срещат белка, заек, катерица, лос, а от степните – степна скачаща мишка, петнист лалугер. В сибирските лесостепи са характерни лалугери, хамстери, в американските – мармоти, мишевидни гризачи, зайци, гърмящи змии.

## Стопанско значение, деление
Природните условия в лесостепните зони са силно изменени от човека. Разширяването на обработваемите площи допринася са силното им съкращаване. Основните селскостопански култури отглеждани в тази зона са пшеница, царевица, картофи, захарно цвекло.
В зоната на лесостепите са обособени и три подзони: на широколистните лесостепи, на иглолистните и дребнолистни лесостепи и на прериите. Последните се отличават от лесостепите с по-топлия и по-влажния си климат, големи запаси и възпроизводство на растителна маса и други признаци.